# Zenon Sikorski
Zenon Stanisław Sikorski, po wojnie używał nazwiska Tadeusz Ciekański, używał też nazwiska Ciekański-Sikorski, ps. Pożar, Spec, Poradowski, Poniatowski (ur. 25 stycznia 1915 w Łodzi, zm. 2 sierpnia 1981 w Pieszczanach) – żołnierz Wojska Polskiego, oficer Polskich Sił Zbrojnych na Zachodzie i Armii Krajowej, porucznik piechoty, cichociemny, nauczyciel.

## Życiorys
Po ukończeniu gimnazjum i uzyskaniu matury w 1936 roku kontynuował naukę w Szkole Podchorążych Rezerwy Piechoty przy 82 Syberyjskim pułku piechoty. W latach 1937–1939 studiował biologię na Wydziale Matematyczno-Przyrodniczym Uniwersytetu Warszawskiego i w Szkole Nauk Politycznych. Jednocześnie pracował jako dziennikarz i na stanowisku kierownika w Zakładach Wydawniczych „Omnia”.
We wrześniu 1939 roku walczył w macierzystym pułku, był ranny w czasie bitwy pod Kockiem. Dostał się tam do niewoli niemieckiej, 8 listopada uciekł z transportu do Rzeszy pod Częstochową. 20 grudnia przekroczył granicę polsko-słowacką. W lutym 1940 roku dotarł do Francji, gdzie został przydzielony do 7 pułku piechoty 3 Dywizji Piechoty. W czerwcu 1940 roku był ewakuowany do Wielkiej Brytanii, gdzie służył w 3 Batalionie 1 Brygady Strzelców, a następnie w 1 Samodzielnej Brygadzie Spadochronowej.
Zgłosił się do służby w kraju. Przeszedł szkolenie w zakresie dywersji i został zaprzysiężony 4 marca 1943 roku na rotę Armii Krajowej w Oddziale VI Naczelnego Wodza i przeniesiony do Głównej Bazy Przerzutowej w Brindisi we Włoszech. W nocy z 21 na 22 września 1944 roku został zrzucony do kraju w ramach akcji „Przemek 1” dowodzonej przez por. naw. Stanisława Kleybora (zrzut na placówkę odbiorczą „Rozmaryn” położoną 6 km na wschód od Secemina). Po aklimatyzacji dostał w październiku przydział do Okręgu Radom-Kielce AK, gdzie walczył w składzie 2 Dywizji Piechoty Legionów AK „Pogoń”. Od 8 października został przydzielony do 2 pułku piechoty Legionów AK, a od 25 października 1944 roku do stycznia 1945 roku działał w konspiracji w Ostrowcu Świętokrzyskim.
Po wojnie pracował jako kierownik zaopatrzenia w Zjednoczeniu Przemysłu Węglowego w Chorzowie. Po aresztowaniu 20 sierpnia 1945 roku przez Urząd Bezpieczeństwa został skazany 26 stycznia 1946 roku na 8 lat więzienia. Po amnestii wyrok zmniejszono o połowę. Wyszedł z więzienia 20 sierpnia 1949 roku. Był później inwigilowany i szykanowany.
Od 1950 roku pracował na stanowiskach kierownika zaopatrzenia i dyspozytora w katowickich przedsiębiorstwach inżynieryjnych. W 1971 roku uzyskał tytuł magistra administracji po ukończeniu studiów na Wydziale Prawa i Administracji Uniwersytetu Śląskiego w Katowicach.
Był założycielem i prezesem (od 30 czerwca 1971 roku) Bielskiej Spółdzielni Mieszkaniowej „Metalowiec” w Bielsku-Białej. Również od 1971 roku pracował jako nauczyciel języka angielskiego w I Liceum Ogólnokształcącym im. Mikołaja Kopernika w Bielsku-Białej i jako lektor tego języka w filii Uniwersytetu Śląskiego. Był również tłumaczem przysięgłym języka angielskiego. Przeszedł na emeryturę we wrześniu 1976 roku, kontynuując pracę nauczycielską w Liceum.

## Awanse
- podporucznik – ze starszeństwem z dniem 10 października 1943 roku
- porucznik – 22 września 1944 roku.

## Odznaczenia
- Krzyż Srebrny Orderu Virtuti Militari
- Krzyż Walecznych
- Srebrny Krzyż Zasługi.

## Życie rodzinne
Był synem Stanisława, pracownika firmy „Norblin”, i Władysławy z domu Grzelak. Ożenił się w 1938 roku z Heleną Cichy (ur. w 1919 roku). Nie mieli dzieci.